# 隆埃爾姆鎮區 (安德森縣)
隆埃爾姆鎮區（英語：Lone Elm Township）為位在美國堪薩斯州安德森縣的鎮區。2010年美国人口普查中該鎮區人口有230人。

## 地理
隆埃爾姆鎮區涵蓋面積119.8平方（46.3平方英里），境內擁有一座城鎮：隆埃爾姆。根據美國地質調查局的資料，此鎮區僅有1座墓園：隆埃爾姆墓園（Lone Elm Cemetery）。

## 人口統計
根據2010年美國人口普查，隆埃爾姆鎮區人口有230人，人口密度為1.92人/平方公里。種族組成方面，99.57%為白人；0%為非裔美洲人；0.43%為美洲原住民；0%為亞洲人；0%為太平洋島民；0%為來自其他種族；另外有1.57%來自兩個或以上的種族。而西班牙裔美國人或拉丁美洲人等其他族裔佔該鎮區人口的0.43%。

## 外部連結
- US-Counties.com
- City-Data.com （页面存档备份，存于）